# Кьонс
Кьонс (итал. Chions) — коммуна в Италии, располагается в регионе Фриули-Венеция-Джулия, в провинции Порденоне.
Население составляет 5132 человека (2008 г.), плотность населения составляет 152 чел./км². Занимает площадь 33 км². Почтовый индекс — 33083. Телефонный код — 0434.
Покровителем коммуны почитается святой Георгий Победоносец, празднование 23 апреля.

## Демография
Динамика населения:

## Администрация коммуны
- Официальный сайт: http://www.comune.chions.pn.it/